# هيموليثين
الهيموليثين هو بروتين مقترح يحتوي على الحديد والليثيوم، من أصل خارج الأرض، وفقا لورقة مسبقة غير منشورة. ولم تنشر النتيجة في أي مجلة علمية يراجعها النظراء. ويزعم أن البروتين عثر عليه فريق من العلماء بقيادة عالمة الكيمياء الحيوية في جامعة هارفارد جولي ماكغيوش داخل نيزكين من طراز CV3، هما الليندي وأكفر-086. وقوبل تقرير الاكتشاف ببعض الشكوك والاقتراحات بأن الباحثين قد استقروا بعيدا جدا عن البيانات غير الكاملة. ومع ذلك، تم إجراء تحليل بالأشعة السينية لبوليمر متبلور من قبل نفس الباحثين في وكالة الأنباء الجزائرية، مختبر أرغون الوطني، ونشر في يونيو 2021.